# An Evening with Michael Bublé
An Evening with Michael Bublé é a sexta turnê do cantor canadense Michael Bublé. Lançada em apoio ao seu décimo álbum de estúdio, Love (2018), a turnê começou em 13 de fevereiro de 2019 em Tampa, Flórida, nos Estados Unidos, e está programada para terminar em 10 de novembro de 2021 no Rio de Janeiro, Brasil. A turnê deve totalizar 161 shows na América do Norte, Europa, Oceania e América do Sul.

## Antecedentes
Após o anúncio do diagnóstico de câncer de seu filho, Bublé fez uma pausa nas gravações e turnês. Em meados do primeiro semestre de 2018, foi revelado que o cantor terminara de gravar seu décimo álbum e rumores de aposentadoria começaram a se espalhar, pois ele mencionara que sua família era sua principal prioridade e que não tinha mais o desejo de fama. Ele realizou alguns shows em estádios em Dublin, na Irlanda, em Londres, na Inglaterra, e em Sydney, na Austrália, em meados de 2018. A turnê foi anunciada oficialmente em novembro de 2018 no Instagram do cantor. Jocosamente chamada de "Não Acredite nos Rumores Tour" ou "Não Pare os Rumores Tour", Bublé e seu publicista confirmaram que não havia planos do cantor se aposentar. Logo após o anúncio da turnê, a PBS lançou o especial do cantor, "Tour Stop 148". Exibido em 24 de novembro de 2018, o especial foi apresentado como parte da série do canal, Great Performances.
Durante uma entrevista à revista Billboard, Bublé expressou sua empolgação em retornar a turnês. Ele afirmou:
Vou voltar ao que nasci pra fazer. Voltarei a um mundo que precisa de amor, romance e risos mais do que há muito tempo. Eu vou ser um canal para isso. Este é o melhor álbum que eu já fiz."

## Repertório
Este repertório é representativo da apresentação de 17 de fevereiro de 2019 em Duluth, Geórgia, nos estados Unidos. Ele não representa o repertório de todas as apresentações da turnê.
1. "Feeling Good"
2. "Haven't Met You Yet"
3. "My Funny Valentine"
4. "I Only Have Eyes for You"
5. "Sway"
6. "Such a Night"
7. "(Up A) Lazy River"
8. "When You're Smiling"
9. "Fly Me to the Moon"
10. "You're Nobody Till Somebody Loves You"
11. "When I Fall in Love"
12. "Love You Anymore"
13. "Forever Now"
14. "Home"
15. "Buona Sera Signorina"
16. "Just a Gigolo" / "I Ain't Got Nobody"
17. "You Never Can Tell"
18. "[the Last Dance for Me"
19. "Nobody but Me"
20. "Cry Me a River"

Encore
1. "Where or When"
2. "Everything"
3. "Always on My Mind"

## Datas
| Data                    | Cidade         | País            | Local                             | Público         | Receita       |
| ----------------------- | -------------- | --------------- | --------------------------------- | --------------- | ------------- |
| 13 de fevereiro de 2019 | Tampa          | Estados Unidos  | Amalie Arena                      | 13.548 / 13.548 | US$ 1.683.607 |
| 15 de fevereiro de 2019 | Sunrise        | Estados Unidos  | BB&T Center                       | 12.794 / 12.794 | US$ 1.755.817 |
| 16 de fevereiro de 2019 | Orlando        | Estados Unidos  | Amway Center                      | 11.634 / 11.634 | US$ 1.457.674 |
| 17 de fevereiro de 2019 | Duluth         | Estados Unidos  | Infinite Energy Arena             | 9.962 / 9.962   | US$ 1.349.029 |
| 19 de fevereiro de 2019 | Washington     | Estados Unidos  | Capital One Arena                 | 12.261 / 12.261 | US$ 1.534.292 |
| 20 de fevereiro de 2019 | Nova Iorque    | Estados Unidos  | Madison Square Garden             | 11.517 / 11.517 | US$1.911.805  |
| 22 de fevereiro de 2019 | Pittsburgh     | Estados Unidos  | PPG Paints Arena                  | 12.608 / 12.608 | US$1.495.889  |
| 23 de fevereiro de 2019 | Newark         | Estados Unidos  | Prudential Center                 | 11.855 / 11.855 | US$1.704.476  |
| 24 de fevereiro de 2019 | Filadélfia     | Estados Unidos  | Wells Fargo Center                | 13.089 / 13.089 | US$1.569.148  |
| 26 de fevereiro de 2019 | Worcester      | Estados Unidos  | DCU Center                        | 8.692 / 8.692   | US$1.174.528  |
| 27 de fevereiro de 2019 | Buffalo        | Estados Unidos  | KeyBank Center                    | 12.126 / 12.126 | US$1.325.822  |
| 1 de março de 2019      | Detroit        | Estados Unidos  | Little Caesars Arena              | 12.294 / 12.294 | US$1.475.464  |
| 17 de março de 2019     | Rosemont       | Estados Unidos  | Allstate Arena                    | 11.826 / 11.826 | US$1.600.747  |
| 18 de março de 2019     | Saint Paul     | Estados Unidos  | Xcel Energy Center                | 13.161 / 13.161 | US$1.575.909  |
| 20 de março de 2019     | Kansas City    | Estados Unidos  | Sprint Center                     | 12.044 / 12.044 | US$1.303.939  |
| 22 de março de 2019     | St. Louis      | Estados Unidos  | Enterprise Center                 | 12.837 / 12.837 | US$1.482.490  |
| 23 de março de 2019     | Lincoln        | Estados Unidos  | Pinnacle Bank Arena               | 11.280 / 11.280 | US$1.199.497  |
| 25 de março de 2019     | Dallas         | Estados Unidos  | American Airlines Center          | 12.616 / 12.616 | US$1.605.251  |
| 26 de março de 2019     | Houston        | Estados Unidos  | Toyota Center                     | 11.285 / 11.285 | US$1.479.292  |
| 27 de março de 2019     | San Antonio    | Estados Unidos  | AT&T Center                       | 12.824 / 12.824 | US$1.527.331  |
| 28 de março de 2019     | Phoenix        | Estados Unidos  | Talking Stick Resort Arena        | 12.105 / 12.105 | US$1.516.125  |
| 30 de março de 2019     | Las Vegas      | Estados Unidos  | T-Mobile Arena                    | 14.183 / 14.183 | US$1.692.064  |
| 31 de março de 2019     | San Diego      | Estados Unidos  | Pechanga Arena                    | 10.024 / 10.024 | US$1.227.042  |
| 2 de abril de 2019      | Los Angeles    | Estados Unidos  | Staples Center                    | 12.701 / 12.701 | US$1.680.349  |
| 3 de abril de 2019      | Oakland        | Estados Unidos  | Oracle Arena                      | 12.655 / 12.655 | US$1.571.154  |
| 5 de abril de 2019      | Portland       | Estados Unidos  | Moda Center                       | 11.848 / 11.848 | US$1.369.401  |
| 6 de abril de 2019      | Tacoma         | Estados Unidos  | Tacoma Dome                       | 15.312 / 15.312 | US$1.691.521  |
| 12 de abril de 2019     | Vancouver      | Canadá          | Rogers Arena                      | —               | —             |
| 15 de abril de 2019     | Edmonton       | Canadá          | Rogers Place                      | —               | —             |
| 18 de abril de 2019     | Saskatoon      | Canadá          | SaskTel Centre                    | —               | —             |
| 19 de abril de 2019     | Winnipeg       | Canadá          | Bell MTS Place                    | —               | —             |
| 20 de maio de 2019      | Birmingham     | Reino Unido     | Resorts World Arena               | 22.565 / 22.565 | US$2.244.390  |
| 21 de maio de 2019      | Birmingham     | Reino Unido     | Resorts World Arena               | 22.565 / 22.565 | US$2.244.390  |
| 23 de maio de 2019      | Glasgow        | Reino Unido     | The SSE Hydro                     | 20.631 / 20.662 | US$2.482.650  |
| 24 de maio de 2019      | Glasgow        | Reino Unido     | The SSE Hydro                     | 20.631 / 20.662 | US$2.482.650  |
| 26 de maio de 2019      | Manchester     | Reino Unido     | Manchester Arena                  | 24.840 / 25.605 | US$2.429.430  |
| 27 de maio de 2019      | Manchester     | Reino Unido     | Manchester Arena                  | 24.840 / 25.605 | US$2.429.430  |
| 30 de maio de 2019      | Londres        | Reino Unido     | The O2 Arena                      | 29.616 / 29.616 | US$3.081.960  |
| 31 de maio de 2019      | Londres        | Reino Unido     | The O2 Arena                      | 29.616 / 29.616 | US$3.081.960  |
| 1 de junho de 2019      | Londres        | Reino Unido     | The O2 Arena                      | 14.942 / 14.942 | US$1.553.130  |
| 3 de junho de 2019      | Leeds          | Reino Unido     | First Direct Arena                | 21.087 / 22.536 | US$2.095.560  |
| 4 de junho de 2019      | Leeds          | Reino Unido     | First Direct Arena                | 21.087 / 22.536 | US$2.095.560  |
| 6 de junho de 2019      | Dublin         | Irlanda         | 3Arena                            | —               | —             |
| 7 de junho de 2019      | Dublin         | Irlanda         | 3Arena                            | —               | —             |
| 9 de junho de 2019      | Belfast        | Reino Unido     | The SSE Arena Belfast             | —               | —             |
| 10 de junho de 2019     | Belfast        | Reino Unido     | The SSE Arena Belfast             | —               | —             |
| 9 de julho de 2019      | Los Angeles    | Estados Unidos  | Staples Center                    | 12.277 / 12.277 | $1.564.228    |
| 10 de julho de 2019     | Sacramento     | Estados Unidos  | Golden 1 Center                   | 11.637 / 11.637 | US$1.408.095  |
| 13 de julho de 2019     | Denver         | Estados Unidos  | Pepsi Center                      | 11.096 / 11.096 | US$1.288.592  |
| 15 de julho de 2019     | Tulsa          | Estados Unidos  | BOK Center                        | 10.162 / 10.162 | US$1.071.164  |
| 17 de julho de 2019     | New Orleans    | Estados Unidos  | Smoothie King Center              | 11.150 / 11.150 | US$1.179.339  |
| 19 de julho de 2019     | Nashville      | Estados Unidos  | Bridgestone Arena                 | 12.698 / 12.698 | US$1.531.682  |
| 20 de julho de 2019     | Rosemont       | Estados Unidos  | Allstate Arena                    | 11.582 / 11.582 | US$1.468.006  |
| 21 de julho de 2019     | Columbus       | Estados Unidos  | Value City Arena                  | 11.479 / 11.479 | US$1.405.598  |
| 23 de julho de 2019     | Providence     | Estados Unidos  | Dunkin' Donuts Center             | 8.892 / 8.892   | US$1.156.894  |
| 24 de julho de 2019     | Nova Iorque    | Estados Unidos  | Madison Square Garden             | 11.567 / 11.567 | US$1.751.958  |
| 26 de julho de 2019     | Toronto        | Canadá          | Scotiabank Arena                  | —               | —             |
| 27 de julho de 2019     | Toronto        | Canadá          | Scotiabank Arena                  | —               | —             |
| 29 de julho de 2019     | London         | Canadá          | Budweiser Gardens                 | —               | —             |
| 30 de julho de 2019     | Ottawa         | Canadá          | Canadian Tire Centre              | —               | —             |
| 1 de agosto de 2019     | Montreal       | Canadá          | Bell Centre                       | 11.321 / 26.435 | US$2.348.210  |
| 2 de agosto de 2019     | Montreal       | Canadá          | Bell Centre                       | 11.321 / 26.435 | US$2.348.210  |
| 3 de agosto de 2019     | Quebec         | Canadá          | Videotron Centre                  | 10.459 / 11.173 | US$1.091.260  |
| 14 de setembro de 2019  | Sofia          | Bulgária        | Armeets Arena                     | —               | —             |
| 16 de setembro de 2019  | Zagreb         | Croácia         | Arena Zagreb                      | —               | —             |
| 17 de setembro de 2019  | Praga          | República Checa | O2 Arena                          | —               | —             |
| 19 de setembro de 2019  | Łódź           | Polónia         | Atlas Arena                       | —               | —             |
| 20 de setembro de 2019  | Cracóvia       | Polónia         | Tauron Arena                      | —               | —             |
| 21 de setembro de 2019  | Viena          | Áustria         | Wiener Stadthalle                 | —               | —             |
| 23 de setembro de 2019  | Milão          | Itália          | Mediolanum Forum                  | —               | —             |
| 24 de setembro de 2019  | Milão          | Itália          | Mediolanum Forum                  | —               | —             |
| 25 de setembro de 2019  | Zurique        | Suíça           | Hallenstadion                     | —               | —             |
| 27 de setembro de 2019  | Barcelona      | Espanha         | Palau Sant Jordi                  | —               | —             |
| 28 de setembro de 2019  | Madrid         | Espanha         | WiZink Center                     | —               | —             |
| 30 de setembro de 2019  | Lisboa         | Portugal        | Altice Arena                      | —               | —             |
| 1 de outubro de 2019    | Lisboa         | Portugal        | Altice Arena                      | —               | —             |
| 21 de outubro de 2019   | Helsinki       | Finlândia       | Hartwall Arena                    | —               | —             |
| 23 de outubro de 2019   | Estocolmo      | Suécia          | Ericsson Globe                    | —               | —             |
| 24 de outubro de 2019   | Oslo           | Noruega         | Telenor Arena                     | —               | —             |
| 26 de outubro de 2019   | Copenhague     | Dinamarca       | Royal Arena                       | —               | —             |
| 27 de outubro de 2019   | Copenhague     | Dinamarca       | Royal Arena                       | —               | —             |
| 29 de outubro de 2019   | Hanôver        | Alemanha        | TUI Arena                         | —               | —             |
| 30 de outubro de 2019   | Berlim         | Alemanha        | Mercedes-Benz Arena               | —               | —             |
| 31 de outubro de 2019   | Hamburgo       | Alemanha        | Barclaycard Arena                 | —               | —             |
| 2 de novembro de 2019   | Amsterdã       | Países Baixos   | Ziggo Dome                        | —               | —             |
| 3 de novembro de 2019   | Antuérpia      | Bélgica         | Sportpaleis                       | —               | —             |
| 5 de novembro de 2019   | Colônia        | Alemanha        | Lanxess Arena                     | —               | —             |
| 6 de novembro de 2019   | Oberhausen     | Alemanha        | König Pilsener Arena              | —               | —             |
| 8 de novembro de 2019   | Mannheim       | Alemanha        | SAP Arena                         | —               | —             |
| 9 de novembro de 2019   | Leipzig        | Alemanha        | Arena Leipzig                     | —               | —             |
| 10 de novembro de 2019  | Munique        | Alemanha        | Olympiahalle                      | —               | —             |
| 27 de novembro de 2019  | Aberdeen       | Reino Unido     | P&J Live                          | —               | —             |
| 28 de novembro de 2019  | Aberdeen       | Reino Unido     | P&J Live                          | —               | —             |
| 30 de novembro de 2019  | Newcastle      | Reino Unido     | Utilita Arena                     | —               | —             |
| 1 de dezembro de 2019   | Newcastle      | Reino Unido     | Utilita Arena                     | —               | —             |
| 3 de dezembro de 2019   | Liverpool      | Reino Unido     | M&S Bank Arena                    | —               | —             |
| 4 de dezembro de 2019   | Liverpool      | Reino Unido     | M&S Bank Arena                    | —               | —             |
| 6 de dezembro de 2019   | Nottingham     | Reino Unido     | Motorpoint Arena                  | —               | —             |
| 7 de dezembro de 2019   | Nottingham     | Reino Unido     | Motorpoint Arena                  | —               | —             |
| 9 de dezembro de 2019   | Londres        | Reino Unido     | The O2 Arena                      | —               | —             |
| 10 de dezembro de 2019  | Londres        | Reino Unido     | The O2 Arena                      | —               | —             |
| 1 de fevereiro de 2020  | Napier         | Nova Zelândia   | Mission Estate Winery             | —               | —             |
| 4 de fevereiro de 2020  | Brisbane       | Austrália       | Brisbane Entertainment Centre     | —               | —             |
| 5 de fevereiro de 2020  | Brisbane       | Austrália       | Brisbane Entertainment Centre     | —               | —             |
| 7 de fevereiro de 2020  | Sydney         | Austrália       | Qudos Bank Arena                  | —               | —             |
| 8 de fevereiro de 2020  | Sydney         | Austrália       | Qudos Bank Arena                  | —               | —             |
| 12 de fevereiro de 2020 | Adelaide       | Austrália       | Adelaide Entertainment Centre     | —               | —             |
| 13 de fevereiro de 2020 | Adelaide       | Austrália       | Adelaide Entertainment Centre     | —               | —             |
| 15 de fevereiro de 2020 | Melbourne      | Austrália       | Rod Laver Arena                   | —               | —             |
| 16 de fevereiro de 2020 | Melbourne      | Austrália       | Rod Laver Arena                   | —               | —             |
| 18 de fevereiro de 2020 | Melbourne      | Austrália       | Rod Laver Arena                   | —               | —             |
| 21 de fevereiro de 2020 | Perth          | Austrália       | RAC Arena                         | —               | —             |
| 22 de fevereiro de 2020 | Perth          | Austrália       | RAC Arena                         | —               | —             |
| 9 de setembro de 2021   | Allentown      | Estados Unidos  | PPL Center                        | —               | —             |
| 11 de setembro de 2021  | Louisville     | Estados Unidos  | KFC Yum! Center                   | —               | —             |
| 13 de setembro de 2021  | Grand Rapids   | Estados Unidos  | Van Andel Arena                   | —               | —             |
| 14 de setembro de 2021  | Milwaukee      | Estados Unidos  | Fiserv Forum                      | —               | —             |
| 16 de setembro de 2021  | Moline         | Estados Unidos  | TaxSlayer Center                  | —               | —             |
| 17 de setembro de 2021  | Des Moines     | Estados Unidos  | Wells Fargo Arena                 | —               | —             |
| 19 de setembro de 2021  | Oklahoma City  | Estados Unidos  | Paycom Center                     | —               | —             |
| 21 de setembro de 2021  | Fort Worth     | Estados Unidos  | Dickies Arena                     | —               | —             |
| 24 de setembro de 2021  | Las Vegas      | Estados Unidos  | T-Mobile Arena                    | —               | —             |
| 25 de setembro de 2021  | Anaheim        | Estados Unidos  | Honda Center                      | —               | —             |
| 28 de setembro de 2021  | Fresno         | Estados Unidos  | Save Mart Center                  | —               | —             |
| 29 de setembro de 2021  | San Francisco  | Estados Unidos  | Chase Center                      | —               | —             |
| 1 de outubro de 2021    | Salt Lake City | Estados Unidos  | Vivint Smart Home Arena           | —               | —             |
| 15 de outubro de 2021   | Uniondale      | Estados Unidos  | Nassau Veterans Memorial Coliseum | —               | —             |
| 16 de outubro de 2021   | Atlantic City  | Estados Unidos  | Jim Whelan Boardwalk Hall         | —               | —             |
| 18 de outubro de 2021   | Boston         | Estados Unidos  | TD Garden                         | —               | —             |
| 19 de outubro de 2021   | Albany         | Estados Unidos  | Times Union Center                | —               | —             |
| 21 de outubro de 2021   | Cleveland      | Estados Unidos  | Rocket Mortgage Fieldhouse        | —               | —             |
| 22 de outubro de 2021   | Cincinnati     | Estados Unidos  | Heritage Bank Center              | —               | —             |
| 24 de outubro de 2021   | Charlotte      | Estados Unidos  | Spectrum Center                   | —               | —             |
| 26 de outubro de 2021   | Raleigh        | Estados Unidos  | PNC Arena                         | —               | —             |
| 27 de outubro de 2021   | Greenville     | Estados Unidos  | Bon Secours Wellness Arena        | —               | —             |
| 28 de outubro de 2021   | Jacksonville   | Estados Unidos  | VyStar Veterans Memorial Arena    | —               | —             |
| 2 de julho de 2022      | Aylesbury      | Reino Unido     | Waddesdon Manor                   | —               | —             |
| 4 de julho de 2022      | Kelso          | Reino Unido     | Floors Castle                     | —               | —             |
| 6 de julho de 2022      | County Durham  | Reino Unido     | Emirates Riverside                | —               | —             |
| 8 de julho de 2022      | Leeds          | Reino Unido     | Harewood House                    | —               | —             |
| 9 de julho de 2022      | Derby          | Reino Unido     | Pattonair County Ground           | —               | —             |
| 11 de julho de 2022     | Norfolk        | Reino Unido     | Blickling Hall                    | —               | —             |
| 13 de julho de 2022     | Warwick        | Reino Unido     | Warwick Castle                    | —               | —             |
| 15 de julho de 2022     | Bath           | Reino Unido     | No. 1 Royal Crescent              | —               | —             |
| 16 de julho de 2022     | Bath           | Reino Unido     | No. 1 Royal Crescent              | —               | —             |
| 18 de julho de 2022     | New Milton     | Reino Unido     | Chewton Glen                      | —               | —             |
| 20 de julho de 2022     | Cardiff        | Reino Unido     | Cardiff Castle                    | —               | —             |
| 21 de julho de 2022     | Hove           | Reino Unido     | 1st Central County Ground         | —               | —             |
| 23 de julho de 2022     | Hatfield       | Reino Unido     | Hatfield House                    | —               | —             |
| 24 de julho de 2022     | Canterbury     | Reino Unido     | St Lawrence Ground                | —               | —             |
| 25 de julho de 2022     | Exeter         | Reino Unido     | Powderham Castle                  | —               | —             |
| 3 de novembro de 2022   | Rio de Janeiro | Brasil          | Jeunesse Arena                    | —               | —             |
| 5 de novembro de 2022   | São Paulo      | Brasil          | Allianz Parque                    | —               | —             |
| 6 de novembro de 2022   | São Paulo      | Brasil          | Allianz Parque                    | —               | —             |
| 8 de novembro de 2022   | Curitiba       | Brasil          | Arena da Baixada                  | —               | —             |
| 12 de novembro de 2022  | Buenos Aires   | Argentina       | Movistar Arena                    | —               | —             |
| 15 de novembro de 2022  | Santiago       | Chile           | Movistar Arena                    | —               | —             |
| 16 de novembro de 2022  | Santiago       | Chile           | Movistar Arena                    | —               | —             |

### Shows adiados
| Data               | Cidade  | País   | Local             | Motivo               | Ref.          |
| ------------------ | ------- | ------ | ----------------- | -------------------- | ------------- |
| 5 de março de 2021 | Halifax | Canadá | Scotiabank Centre | Pandemia de COVID-19 | [ 14 ] [ 15 ] |
| 6 de março de 2021 | Moncton | Canadá | Avenir Centre     | Pandemia de COVID-19 | [ 14 ] [ 15 ] |

### Shows cancelados
| Data                   | Cidade           | País           | Local                   |
| ---------------------- | ---------------- | -------------- | ----------------------- |
| 18 de março de 2021    | Indianapolis     | Estados Unidos | Bankers Life Fieldhouse |
| 20 de setembro de 2021 | Austin           | Estados Unidos | Frank Erwin Center      |
| 3 de novembro de 2021  | Porto Alegre     | Brasil         | Arena do Grêmio         |
| 9 de novembro de 2021  | Monterrey        | México         | Arena Monterrey         |
| 11 de novembro de 2021 | Cidade do México | México         | Arena Ciudad de México  |
| 12 de novembro de 2021 | Cidade do México | México         | Arena Ciudad de México  |
| 13 de novembro de 2021 | Cidade do México | México         | Arena Ciudad de México  |